# Ironeus mutatus
Ironeus mutatus là một loài bọ cánh cứng trong họ Cerambycidae.